# 1945 en rugby à XV
Chronologie du rugby à XV
1944 en rugby à XV - 1945 en rugby à XV - 1946 en rugby à XV
Les faits marquants de l'année 1945 en rugby à XV

## Événements

### Avril
- Le SU Agen remporte le Championnat de France en battant le FC Lourdes en finale[1],[2].

## Naissances
- 6 janvier : Barry John, demi d'ouverture international gallois (25 sélections), naît à Cefneithin.